# 民主与自治
民主与自治（義大利語：Democrazia e Autonomia，缩写为DemA）是意大利的一个左翼政党，总部位于坎帕尼亚。其创始人和领袖是前那不勒斯市长和前意大利价值党议员——路易吉·代·马吉斯特里斯。

## 历史
2015年，那不勒斯市长路易吉·代·马吉斯特里斯和其支持者组建了民主与自治联盟。 
在那不勒斯市政选举中，民主与自治（得票7.6%）是支持路易吉·代·马吉斯特里斯再次当选市长的名单之一（第一轮为42.8%，第二轮为66.9%），并以促进基层参与政治生活为目标。其在地方的合作政党是“左翼共同的那不勒斯”（意大利左翼，可能，另一个欧洲，重建共产党，意大利共产党，绿色意大利），绿色联合，民主共和人士，意大利价值，南方党和六个公民名单。 
2017 年，民主与自治正式转型为一个彻底的政党，并加入了自由和平等。
2018年12月，路易吉·代·马吉斯特里斯成立了一个由左翼政治组织组成的新政治联盟，旨在参加2019年欧洲选举。 
2022年1月，民主与自治开始筹备组建一个左翼联盟。7月9日与其合作政党成立了人民联盟。
2022年9月，民主与自治主席路易吉·代·马吉斯特里斯与不屈法国领袖让-吕克·梅朗雄共同参加了演说和新闻发布会。

## 政策
取自该党的“我们的价值”。

权利
为了团结、社会公平以及和平建设，反对一切形式的恐吓、歧视和仇恨。
环境
保护环境和关注气候变化，保护所获得的水资源和食物，氧气，也为了共同的利益。
公共用水
加强社区和后代的资产，反对出售公共资产、服务和网络。
性别平等
性别平等，每个人都有爱和被爱的自由，尊重和欣赏不同的差异。
普通商品
促进市民的用途，市民盈利过程，主权分配，确认共同利益。
工作和就业
实施一项庞大的公共计划，旨在重振就业。打破不可持续的束缚，如削减国家转移支付、紧缩政策、源自《稳定与增长公约》的限制。并重新调整支出。